# Jakob Lautz
Jakob Lautz (* 17. Oktober 1834 in Groß-Umstadt; † 3. Juni 1912 ebenda) war ein hessischer Politiker (NLP) und Abgeordneter der 2. Kammer der Landstände des Großherzogtums Hessen.
Jakob Lautz war der Sohn des Metzgermeisters Martin Friedrich Lautz und dessen Ehefrau Maria, geborene Rübeck. Lautz, der evangelischen Glaubens war, war Sparkassenrechner in Groß-Umstadt und heiratete am 5. Oktober 1876 Regina Magdalena geborene van der Heydt.
Von 1879 bis 1896 gehörte er der Zweiten Kammer der Landstände an. Er wurde für den Wahlbezirk Starkenburg 7/Groß-Umstadt gewählt.